# Saint-Mars-la-Brière
Saint-Mars-la-Brière – miejscowość i gmina we Francji, w regionie Kraj Loary, w departamencie Sarthe.
Według danych na rok 1990 gminę zamieszkiwało 2271 osób, a gęstość zaludnienia wynosiła 65 osób/km² (wśród 1504 gmin Kraju Loary Saint-Mars-la-Brière plasuje się na 249. miejscu pod względem liczby ludności, natomiast pod względem powierzchni na miejscu 204.).